# Drummelholm
Drummelholm er en meget lille ubeboet ø i Østersøen syd for Lolland. Øen ligger i Hyllekrog Vildtreservat.
Drummelholm er ca. 40 m lang og ca. 25 m på det bredeste sted.